# ワシントン郡区 (アイオワ州カス郡)
ワシントン郡区は、アメリカ合衆国、アイオワ州、カス郡にある16の郡区の一つである。2000年の国勢調査で、人口は310人だった。

## 地理
ワシントン郡区は、91.6平方キロメートル（35.35平方マイル)で、組み込まれた自治体(incorporated settlements)はない。